# Fritz Odemar senior
Fritz Odemar senior, eigentlich Karl Julius Friedrich Odemar (* 11. Oktober 1858 in Magdeburg; † 9. Dezember 1926 in Frankfurt am Main, Deutsches Reich), war ein deutscher Theaterschauspieler und Bühnenautor.

## Leben und Wirken
Der Kaufmannssohn sollte zunächst den väterlichen Beruf ergreifen, setzte sich aber nach einigen innerfamiliären Kämpfen durch und begann, als er sich 1880 einer kleinen Wander- und Tourneebühne anschloss, als Schauspieler zu arbeiten. Odemars frühe Theaterstationen waren Rudolstadt, Mainz, Hamburg, Breslau und Bremen, ehe er schließlich ans Hoftheater Hannover kam. Dort begann sein allmählicher Aufstieg zu einem gefragten Charakterkomiker, den er an Spielstätten in Köln und schließlich Frankfurt am Main, wo er am dortigen Schauspielhaus reüssierte und den liebevollen Beinamen „Papa Ode“ erhielt, fortsetzte und verfestigte. Mehrfach gelang es dem vielseitigen Künstler, der in späteren Jahren ohne Mühe in das Fach der gemütlichen Väter hineinzuwachsen vermochte, auch eigene Stücke auf die Bühne zu bringen, darunter die Werke Adam und Eva, In Pyrmont und Überlistet. Odemars bedeutendsten Rolleninterpretationen waren der Weigelt in Mein Leopold, der Just und der Wirt in Minna von Barnhelm, der Dorfrichter Adam in Der zerbrochne Krug sowie der Falstaff im gleichnamigen Shakespeare-Stück.
Als Fritz Odemar zum Jahresende 1926 verstarb, erinnerte sich das Deutsche Bühnen-Jahrbuch seiner in der Ausgabe von 1928 wie folgt: „Ein Mann von kernhaftem, saftigstem Humor, dem eine schalkhafte Lebensphilosophie eigen [war], so vermochte Odemar allen Unbilden des Lebens, denen manch ein Schwerblütiger erliegt, immer die heitersten Seiten abzugewinnen. Ein Lebenskünstler. Dieser sonnige Humor, gepaart mit einer geradlinigen, gesunden und ehrlichen Darstellungsart, machten ihn zu einem der besten im Reiche unserer schönen Kunst und schufen ihm eine große und dankbare Gefolgschaft.“ Nebenbei engagierte sich Odemar auch genossenschaftlich für die Belange der Schauspieler. In seinen letzten Lebensjahren, in denen er mit Gesundheitsproblemen zu kämpfen hatte, verlegte Fritz Odemar senior seinen Berufsmittelpunkt in Richtung Lehrtätigkeit und unterrichtete Schauspielschüler.

## Familie
Sein gleichnamiger Sohn Fritz Odemar junior schlüpfte in die Schuhe des Vaters und wurde gleichfalls Schauspieler. Auch der Enkel Erik Odemar, genannt Erik Ode, war ein bekannter Schauspieler und arbeitete überdies als Film-, Fernseh- und Hörspielregisseur.